# 金谷実
金谷 実（かなや みのる、1959年1月26日 - ）は、日本の実業家。すかいらーくホールディングス代表取締役社長。

## 来歴
広島県出身。1981年一橋大学経済学部卒業、野村証券入社。2004年から投資会社・野村プリンシパル・ファイナンス執行役員を務め、2008年、投資先だったすかいらーくの再建のため専務取締役として出向した。創業家と株主が対立していた中で、谷真代表取締役社長と二人三脚で再生計画を策定し、2014年には東京証券取引所市場第一部への再上場を実現した。2023年からすかいらーくホールディングス代表取締役社長。